# Хемптон (Јужна Каролина)
Хемптон (енгл. Hampton) град је у америчкој савезној држави Јужна Каролина.

## Демографија
По попису из 2010. године број становника је 2.808, што је 29 (-1,0%) становника мање него 2000. године.
| Група             | 2000.         | 2010.         |
| Белци             | 1.569 (55,3%) | 1.396 (49,7%) |
| Афроамериканци    | 1.204 (42,4%) | 1.280 (45,6%) |
| Азијати           | 15 (0,5%)     | 55 (2,0%)     |
| Хиспаноамериканци | 23 (0,8%)     | 48 (1,7%)     |
| Укупно            | 2.837         | 2.808         |